# Шчедро
Шче́дро (хорв. Šćedro, итал. Torcola) — небольшой хорватский остров в Адриатическом море у побережья Далмации, в 2,7 км к югу от острова Хвар. Название происходит от старославянского щедръ, есть «щедрый», потому что остров предоставляет мореплавателям две глубокие, хорошо защищенные бухты. По-латыни остров назывался Tauris, от которого и образовалось итальянское Tauricola, а затем современное Torcola.

## География
Площадь острова составляет 8,37 км², длина — 6 км, ширина — 2,5 км, длина береговой линии — 26,135 км. Высшая точка — Зеленикова Глава (113 м). Население острова — около 30 человек (в летнее время). Древнейшее поселение — Старе Стине (заброшенное).
Согласно Хварскому Уставу 1331 года, остров был общественной собственностью и предназначался для совместного выпаса. Остров был очень плодородным, поскольку имеет более мягкий климат, чем Хвар, а ночные росы позволяли использовать его для выращивания зерновых культур.

## История
В 1465 году в заливе Мостир был основан доминиканский монастырь с богадельней для моряков, заброшенный в XVIII веке. Возле поселения Старе Стине имеется старый карьер, гипс из которого использовался в барочных часовнях собора на острове Хвар.
Старые населенные пункты Мостир (Mostir) и Настане (Nastane) сейчас опустели, за исключением ресторанов и других туристических объектов в летний сезон.